# Chlorochaeta procumbaria
Chlorochaeta procumbaria är en fjärilsart som beskrevs av William Burgess Pryer 1877. Chlorochaeta procumbaria ingår i släktet Chlorochaeta och familjen mätare. Inga underarter finns listade i Catalogue of Life.